# Tromsø IL

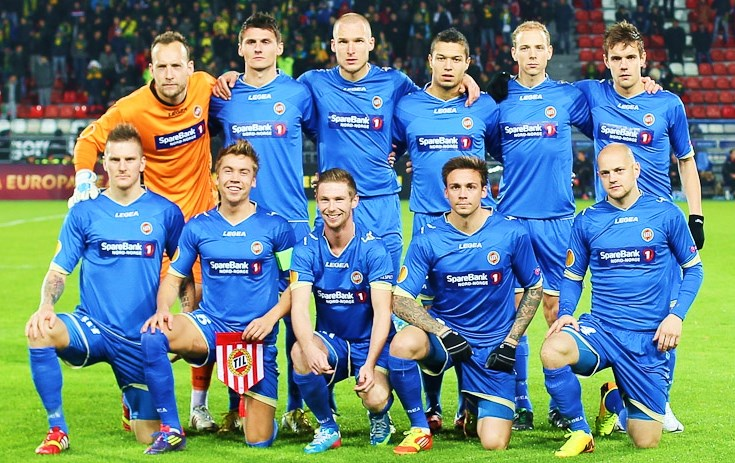
Tromsø IL en el 2002

El Tromsø IL es un club de fútbol de la ciudad de Tromsø (Noruega). Fue fundado el 15 de septiembre de 1920. Es uno de los dos equipos de la Tippeligaen situados en la región Nord-Norge, junto con FK Bodø/Glimt. Es el único equipo del mundo cuyo estadio se encuentra en el ártico.

## Historia
Fue fundado en el año 1920 con el nombre Tromsø Turnforenings Fotballag (Tromsø Gymnastics Association's Football Team). Jugó su primer partido contra sus vecinos de enfrente IF Skarp, con quienes empataron 0-0 y en 1927 ganaron su primer título.
Ascendieron a la Tippeligaen por primera vez en 1985 y, a excepción de las temporadas 2001, 2014 y 2020, siempre han jugado en la máxima categoría de fútbol en Noruega.

## Uniforme
- Uniforme titular: Camiseta rojiblanca, pantalón blanco y medias blancas.
- Uniforme alternativo: Camiseta, pantalón y medias azules.

## Estadio
Alfheim Stadion es el fútbol estadio ubicado en Tromsø, Noruega y el donde ejerce la localía el equipo Tromsø IL de la Eliteserien. Alfheim tiene una capacidad para 6.801 asientos y césped artificial. Es el segundo estadio más al norte que se ha utilizado en el fútbol europeo.

## Récords
Estas son algunas de las marcas históricas a nivel individual del equipo:
- Máximo goleador histórico: Sigurd Rushfeldt, 140
- Máximo goleador histórico en torneos de liga: Sigurd Rushfeldt, 95
- Más partidos oficiales: Bjørn Johansen, 405
- Más partidos en torneos de liga: Bjørn Johansen, 326

## Palmarés

### Torneos nacionales
- Copa de Noruega (2): 1986, 1996.
- Copa de Noruega del Norte de fútbol (3): 1931, 1949, 1956.
- 1. divisjon (2): 2002, 2020
- 3. divisjon (2): 1980, 1982

## Participación en competiciones de la UEFA
| Temporada | Torneo            | Ronda            | Club                  | Casa | Visita | Global          | Anotadores                                                                               |
| 1987–88   | Cup Winners' Cup  | 1                | St. Mirren            | 0–0  | 0–1    | 0–1             |                                                                                          |
| 1991–92   | UEFA Cup          | 1                | Swarovski Tirol       | 1–1  | 1–2    | 2–3             | SB Johansen, B Johansen                                                                  |
| 1995      | Intertoto Cup     | Grupos           | Aarau                 |      | 2–2    |                 | Flo, SB Johansen                                                                         |
| 1995      | Intertoto Cup     | Grupos           | HB Tórshavn           | 10–0 |        |                 | Hafstad (2), Flo (3), Swift (3) SB Johansen (2)                                          |
| 1995      | Intertoto Cup     | Grupos           | Universitatea Cluj    |      | 1–0    |                 | SB Johansen                                                                              |
| 1995      | Intertoto Cup     | Grupos           | Ekeren                | 0–1  |        |                 |                                                                                          |
| 1997–98   | Cup Winners' Cup  | 1                | NK Zagreb             | 4–2  | 2–3    | 6–5             | B Johansen, Årst (2), Lange (2), SM Johansen                                             |
| 1997–98   | Cup Winners' Cup  | 2                | Chelsea               | 3–2  | 1–7    | 4–9             | Nilsen, Fermann, Årst, B Johansen                                                        |
| 2005–06   | UEFA Cup          | Clasificatoria 2 | Esbjerg               | 0–1  | 1–0    | 1–1             | Strand                                                                                   |
| 2005–06   | UEFA Cup          | 1                | Galatasaray           | 1–0  | 1–1    | 2–1             | Szekeres, Ademolu                                                                        |
| 2005–06   | UEFA Cup          | Grupos           | Roma                  | 1–2  |        |                 | Årst                                                                                     |
| 2005–06   | UEFA Cup          | Grupos           | Strasbourg            |      | 0–2    |                 |                                                                                          |
| 2005–06   | UEFA Cup          | Grupos           | Red Star              | 3–1  |        |                 | Kibebe, Årst (2)                                                                         |
| 2005–06   | UEFA Cup          | Grupos           | Basel                 |      | 3–4    |                 | Strand (2), Årst                                                                         |
| 2009–10   | Europa League     | Clasificatoria 2 | Dinamo Minsk          | 4–1  | 0–0    | 4–1             | Knarvik (2), Moldskred, (a/g)                                                            |
| 2009–10   | Europa League     | Clasificatoria 3 | Slaven Belupo         | 2–1  | 2–0    | 4–1             | Moldskred, Rushfeldt (3)                                                                 |
| 2009–10   | Europa League     | Play-off         | Athletic Club         | 1–1  | 2–3    | 3–4             | Moldskred, Lindpere, Rushfeldt                                                           |
| 2011–12   | Europa League     | Clasificatoria 1 | FK Daugava Riga       | 2–1  | 5–0    | 7–1             | R Johansen, Andersen (2), Yttergård Jenssen, Mo, Møller, (a/g)                           |
| 2011–12   | Europa League     | Clasificatoria 2 | Paksi SE              | 0–3  | 1–1    | 1–4             | Andersen                                                                                 |
| 2012–13   | Europa League     | Clasificatoria 2 | NK Olimpija Ljubljana | 1–0  | 0–0    | 1–0             | Koppinen                                                                                 |
| 2012–13   | Europa League     | Clasificatoria 3 | FC Metalurh Donetsk   | 1-1  | 1-0    | 2-1             | Ondrášek, Prijović                                                                       |
| 2012–13   | Europa League     | Play-off         | FK Partizan           | 3-2  | 0-1    | 3-3             | Prijović, Björck, Kara                                                                   |
| 2013–14   | Europa League     | Clasificatoria 1 | NK Celje              | 1–2  | 2–0    | 3–2             | Koppinen, Andersen, Moldskred                                                            |
| 2013–14   | Europa League     | Clasificatoria 2 | Inter Baku            | 2–0  | 0–1    | 2–1             | Ondrášek, Andersen                                                                       |
| 2013–14   | Europa League     | Clasificatoria 3 | FC Differdange 03     | 1–0  | 0–1    | 1–1 (4–3 p.)    | Ondrášek                                                                                 |
| 2013–14   | Europa League     | Play-off         | Beşiktaş              | 2–1  | 0–2    | 2–31            | Bendiksen, Pritchard                                                                     |
| 2013–14   | Europa League     | Grupo K          | Tottenham Hotspur     | 0–2  | 0–3    | 4º 1 pts. -5 GD |                                                                                          |
| 2013–14   | Europa League     | Grupo K          | Anzhi                 | 0–1  | 0–1    | 4º 1 pts. -5 GD |                                                                                          |
| 2013–14   | Europa League     | Grupo K          | Sheriff               | 1–1  | 0–2    | 4º 1 pts. -5 GD | Ondrášek                                                                                 |
| 2014–15   | Europa League     | Clasificatoria 1 | FC Santos Tartu       | 6–1  | 7–0    | 13–1            | Andersen (4), J. Johansen, Moldskred, Drage (2), Norbye, Johnsen, Espejord, Wangberg (2) |
| 2014–15   | Europa League     | Clasificatoria 2 | Víkingur Gøta         | 1-2  | 0–0    | 1-2             | Wangberg                                                                                 |
| 2024–25   | Conference League | Clasificatoria 2 | KuPS                  | 1−0  | 1−0    | 2−0             | Hjertø-Dahl, Nordås                                                                      |
| 2024–25   | Conference League | Clasificatoria 3 | Kilmarnock            | 0-1  | 2-2    | 2-3             | Romsaas (2)                                                                              |

Nota:
1- El 30 de agosto del 2013, el Beşiktaş fue descalificado de la UEFA Europa League 2013-14 por el TAS. Siendo reemplazado por el Tromsø, quien había sido derrotado por el Beşiktaş en la ronda de play-off.